# Chidiebere Nwakali
Chidiebere Chijioke Nwakali (ur. 26 grudnia 1996 w Owerri) – nigeryjski piłkarz, występujący na pozycji pomocnika. Od 2021 zawodnik Tuwaiq Club.

## Kariera
Piłkarską karierę Nwakali rozpoczynał w Shuttle Sports Academy. W 2013 roku zdobył wraz z reprezentacją mistrzostwo świata. 20 stycznia 2014 roku Nigeryjczyk podpisał czteroletni kontrakt z Manchesterem City. Nwakali był częścią pierwszej drużyny, kiedy ta odbywała tournée po Stanach Zjednoczonych w lipcu.
31 stycznia 2015 roku Nwakali został wypożyczony do Málagi, gdzie trafił do drużyny rezerw. W rozgrywkach Tercera División zadebiutował 22 lutego w wygranym 1:0 meczu przeciwko Antequera CF.
31 sierpnia 2015 roku Nwakali został wypożyczony do występującej w Segunda División Girona FC. Jednakże pozwolenie na pracę w Hiszpanii piłkarz uzyskał dopiero 5 października, wówczas też rozpoczął treningi z zespołem.
Po tym, gdy Nwakali nie rozegrał w Gironie ani jednego meczu, 31 marca 2016 roku rozwiązał kontrakt z klubem i przeszedł do norweskiego IK Start. W klubie zadebiutował 2 kwietnia, kiedy to zmienił Mathiasa Rasmussena w przegranym 0:1 meczu z Viking FK. Ogółem w barwach Start rozegrał 22 ligowe mecze, w których zdobył trzy gole.
8 lutego 2017 roku Nwakali został wypożyczony do Sogndal Fotball. W 26 ligowych spotkaniach dla klubu zdobył cztery bramki.
W styczniu 2018 został wypożyczony do Aberdeen. W szkockim klubie wystąpił w pięciu meczach.
31 sierpnia 2018 roku przeszedł na zasadzie transferu definitywnego do Rakowa Częstochowa.

## Statystyki ligowe
| Sezon         | Klub              | Liga                 | Mecze | Gole |
| ------------- | ----------------- | -------------------- | ----- | ---- |
| 2014/2015 (w) | Malaga CF B       | Tercera División     | 2     | 0    |
| 2015/2016 (j) | Girona FC         | Segunda División     | 0     | 0    |
| 2016          | IK Start          | Tippeligaen          | 22    | 3    |
| 2017          | Sogndal Fotball   | Eliteserien          | 26    | 4    |
| 2017/2018 (w) | Aberdeen F.C.     | Scottish Premiership | 5     | 0    |
| 2018/2019 (j) | Raków Częstochowa | I liga               | 1     | 0    |
| 2019 (w)      | Kalmar FF         | Allsvenskan          | 0     | 0    |
| 2020/2021 (j) | Tuzlaspor         | TFF 1. Lig           | 2     | 0    |